# Vértestolna
Vértestolna (en allemand : Tolnau) est une localité hongroise au rang de commune, située dans le district de Tata et le comitat de Komárom-Esztergom. Au cœur du massif du Gerecse, la localité abrite encore de nos jours une importante communauté souabe.